# Baden-Baden TV Film Festival
Baden-Baden TV Film Festival é um festival de televisão que decorre na Alemanha.

## Vencedores
- 2006 - Meine verrückte türkische Hochzeit (TV)
- 2005 – Die Nachrichten (TV)
- 2004 - Hotte im Paradies
- 2003 - Schwabenkinder (TV)
- 2002 - Toter Mann (TV)
- 2001 - Jenseits (TV)
- 2000 - Die Polizistin (TV)
- 1999 - "Sperling"
- 1998 - Der Skorpion (TV)
- 1997 - Der Letzte Kurier (TV)
- 1996 - "Bella Block"
- 1995 – Der Große Abgang (TV)
- 1994 – Die Rebellion (TV)
- 1993 - Abgetrieben (TV)
- 1992 - Schlafende Hunde (TV)
- 1991 - Ende der Unschuld (TV), Hüpf, Häschen, hüpf (TV)
- 1990 - Singles (TV), Die Staatskanzlei (TV)
- 1989 - "Die Bertinis" (mini); Tiger, Löwe, Panther (TV); Überall ist es besser, wo wir nicht sind (TV)
- 1988 - Drachenfutter; Das Winterhaus (TV)
- 1987 – Der Vater eines Mörders (TV); Die Walsche (TV)
- 1986 - Wohin und zurück - Santa Fe (TV)
- 1985 - Strafmündig (TV)
- 1984 - Utopia
- 1983 - Schöne Tage (TV)
- 1982 - Desconhecido
- 1981 – Das Höchste Gut einer Frau ist ihr Schweigen; Verspottet (TV)
- 1980 - Desconhecido
- 1979 – Eine Frau mit Verantwortung; Der Kleine Godard an das Kuratorium junger deutscher Film
- 1978 - Amore (TV); Neapolitanische Geschichten
- 1977 - Fehlschuß (TV)
- 1976 - Shirins Hochzeit (TV)
- 1975 - Desconhecido
- 1974 - Erziehung vor Verdun (TV); La Victoria (TV)
- 1973 - "Bauern, Bonzen und Bomben" (mini); Im Reservat (TV); Smog (TV)
- 1972 - Desconhecido
- 1971 – Desconhecido
- 1970 - Desconhecido
- 1969 - Katzelmacher
- 1968 - Mord in Frankfurt (1968) (TV), Warum ist Frau B. glücklich? (TV)
- 1967 - Bratkartoffeln inbegriffen (TV)
- 1966 - Preis der Freiheit (TV)
- 1965 - Seraphine oder Die wundersame Geschichte der Tante Flora (TV)
- 1964 - In der Sache J. Robert Oppenheimer (TV)